# آنتونیو روبینو
آنتونیو روبینو (ایتالیایی: Antonio Rubino؛ ‏ ۱۵ مه ۱۸۸۰ - ۱ ژوئیهٔ ۱۹۶۴) کارگردان انیمیشن، تصویرساز، پویانما، فیلم‌نامه‌نویس، نمایشنامه، مؤلف و شاعر اهل ایتالیا بود. وی پُرکارترین تصویرگر ایتالیا پیش از جنگ جهانی اول بود.
وی پس از همکاری با چندین مجله و روزنامه، در سال ۱۹۰۸ کارش را به‌طور حرفه‌ای با مجلهٔ کودکان کوریره دی پیکولی آغاز کرد و چندین شخصیت کمیک موفق از جمله «کوادراتینو» و «ایتالینو» را خلق کرد. وی چندین فیلم کارتونی را نیز کارگردانی کرد که از جمله فیلم «سرزمین قورباغه‌ها» در سال ۱۹۴۲ برندهٔ جایزهٔ «بهترین فیلم انیمیشن» جشنواره فیلم ونیز شد.
سبک سورئال آثار وی را با فوتوریسم، سبک نقاشی آسیای شرقی و از همه مهمتر هنر نو مرتبط دانسته‌اند.